# Microrégion de São Bento do Sul
La microrégion de São Bento do Sul est l'une des trois microrégions qui subdivisent la région Nord de l'État de Santa Catarina au Brésil.
Elle comporte trois municipalités qui regroupaient 126 394 habitants après le recensement de 2010 pour une superficie totale de 1 900 km².

## Municipalités
- Campo Alegre
- Rio Negrinho
- São Bento do Sul